# Districtul Bang Khla
Bang Khla (în thailandeză บางคล้า) este un district (Amphoe) din provincia Chachoengsao, Thailanda, cu o populație de 45.575 de locuitori și o suprafață de 227,9 km².